# White Knight Chronicles
White Knight Chronicles (Shirokishi Monogatari: Inishie no Kodō) é um RPG desenvolvido pela Level-5 e publicado pela Sony Computer Entertainment exclusivamente para o PlayStation 3 que foi lançado no Japão em 25 de dezembro de 2008. É o primeiro projeto da Level-5 no Playstation 3. Com uma demonstração na Tokyo Game Show 2007, se podia conferir na demo alguns inimigos muito grandes, em um conceito de arte, uma enorme monstro tartaruga é descrita como uma cidade, onde se aloja nas suas costas. O jogo foi lançando no dia 25 de dezembro no Japão. No dia 4 de janeiro de 2009, ele já vendeu 310.000 cópias só Japão. O jogo tem múltiplos reviews.

## Jogabilidade
White Knight Chronicles, como a maioria dos tradicionais RPGs, é apresentado na perspectiva de terceira pessoa. O jogador pode escolher livremente qual personagem quer controlar. Como qualquer outro RPG, os personagens ganham pontos de experiência e nível de evolução, tornando-se mais forte ao longo do jogo.A Level-5 tem planos para tornar White Knight Chronicles um jogo de 100 horas, segundo Akihiro Hino que considera ser um comprimento total em um RPG, indo contra a pressão para fazer White Knight Chronicles ser um título curto e com cortes na história. 

## Mundo
Além de elementos fantásticos, há a presença de aeronaves, o que nos faz pensar que White Knight Story terá uma ambientação que combina um mundo mágico-medieval com ficção científica, nos moldes da série Final Fantasy. O produtor Motomura explicou que o mundo de White Knight é enorme, um autêntico mundo de fantasia. 

## Sistema de Batalha
O sistema utilizado na batalha de White Knight Chronicles utiliza um sistema de combate em tempo real, onde o modo de batalha é iniciado automaticamente quando os inimigos estão presentes. Antes de uma batalha, opcionalmente, o jogador vai para a "Preparação da batalha" no menu (acessível a qualquer momento) e escolhe um conjunto de sete comandos para cada personagem no grupo. Este conjunto de sete comandos é chamado de "Paleta de Funções", e várias destas paletas podem ser salvas, sugerindo várias táticas na preparação da paleta. Os comandos também pode ligar de alguma maneira, presumivelmente para criar combos. Estas podem então ser utilizados no campo de batalha, mas antes que um jogador possa executar esses combos o personagem tem que atacar quando o inimigo for vulnerável, caso contrário o ataque é bloqueado ou desviado. O jogador controla um dos personagens, enquanto os outros são controlados pela AI, como visto no reboque da Tokyo Game Show. Os jogadores, porém, pode alterar livremente o personagem que está controlando. O personagem principal pode transformar em um White Knight quando um gabarito é preenchido, usando ataques normais em inimigos menores.Os Personagens também podem realizar ataques combinados com outros personagens. As batalhas conta Chefes acontecem de forma semelhante exceto que eles podem incluir cutscenes de batalha em eventos. 

## Modo Online
Sobre o modo de jogo cooperativo para 04 jogadores, Motomura explicou que enquanto no single-player o personagem principal é Leonard, no multiplayer online o grupo é composto pelos personagens criados pelos jogadores. Esses heróis customizados podem ser do sexo masculino ou feminino e sua classe (guerreiro, mago, etc) também é definida pelo jogador. Os modos online e offline tem ligação, explicou o produtor, e será possível levar dinheiro e itens de um modo para outro, assim como a experiência e os níveis adquiridos. Outras funções relacionadas a essa interação serão reveladas em breve, prometeu Motomura, mas o produtor já assegurou que haverá um grande número de missões online e que serão diferentes das missões presentes na campanha single-player. "Serão dois jogos em um" disse ele.

## Personagens
- Leonard:

O personagem principal, que pode se transformar no Cavaleiro Branco. 
- Yulie:

Uma menina que é oriunda da mesma aldeia onde foi criado Lenard. 
- Erudoa:

Um guerreiro de meia-idade. 
- Princesa Cisna:

A princesa, que foi raptada durante o seu banquete de aniversário. 
- White Knight:

Um guerreiro com sete metros de altura. Houve um momento em que essas criaturas quase destruiu toda a humanidade. 
- Black Knight:

Um guerreiro idêntico ao cavaleiro branco em ambos os poderes e habilidades. 
- Avatar:

Uma personagem que o jogador, pode personalizar e acompanhar o elenco principal durante todo o jogo.

## História
A história de White Knight Chronicles começa no reino de Balandor, onde uma princesa vinha comemorar no grande banquete, o castelo é invadido por uma Corporação do mal chamada Wizard . Um menino chamado Leonard agarra a mão da princesa e a leva para a segurança nas caves do castelo, onde ele encontra um estranho fato, uma armadura que o transforma-o em White Knight - um antigo guerreiro com a força necessária para derrotar as forças do corporação Assistente. Leonard se transformação em um poderoso herói, o Cavaleiro Branco, é o começo de grandes mudança e uma fantástica experiência de vida, lutando contra os inimigos mais ferozes.

## Recepção
O jogo vendeu bem, cerca de 130.000 cópias em seu primeiro dia e cerca de 207.000 em sua primeira semana no Japão. A partir de 4 de janeiro de 2009, ele já vendeu 310.000 cópias no Japão. Na GDC de 2009 a Level-5 divulgou os números recentes de White Knight Chronicles que conta com 345,000 unidades vendidas só no Japão .